# Corrales de Erentzun

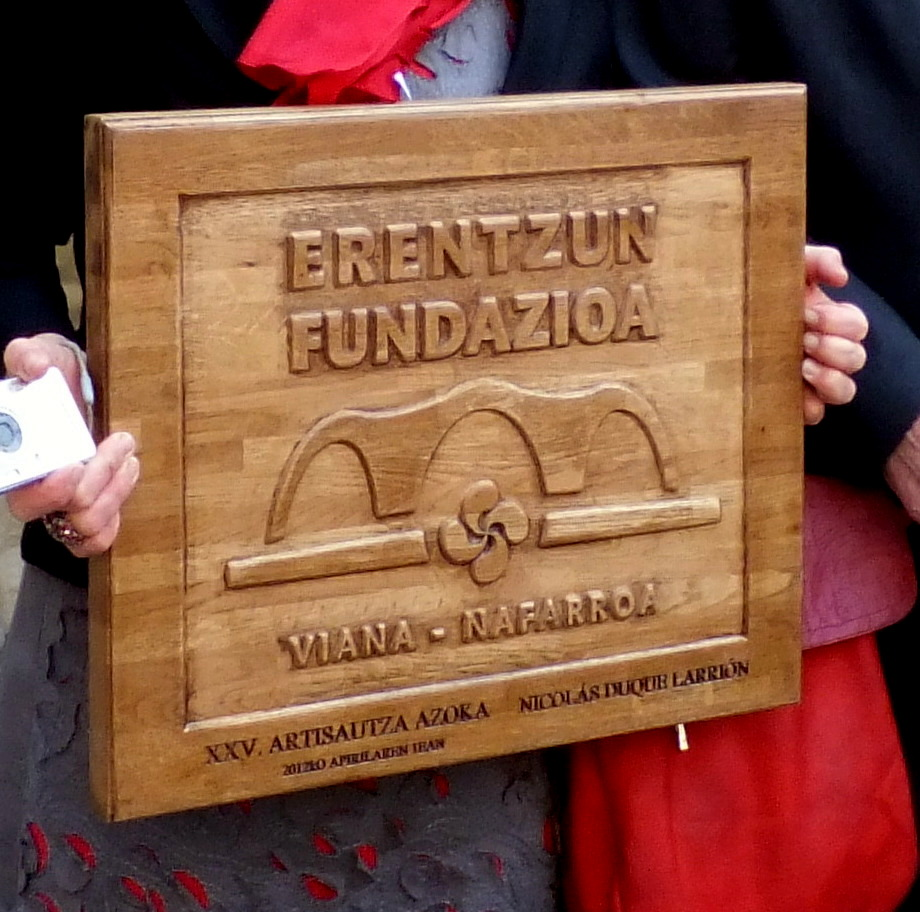
Cuadro tallado en madera con el logotipo de Erentzun Fundazioa

El premio “Corrales de Erentzun” (en euskera, “Erentzungo eskortak”) es concedido anualmente por la fundación Erentzun de Viana, a la persona o entidad que destaca por “promover, realizar, organizar, apoyar, estimular o financiar cualquier actividad en pro del euskera y de la cultura vasca, de su conocimiento, práctica, enseñanza, desarrollo, transmisión y difusión, en el ámbito de Viana o su entorno.”
El premio en sí es un cuadro tallado en madera, con la representación de los arcos de los corrales de Erentzun. Anteriormente fue una figura escultórica que representaba igualmente los arcos que se mantienen en pie de esa construcción.
El galardón comenzó a entregarse por la cooperativa educativa Erentzun Ikastola, desde el año 2001 hasta el año 2008, año en el que la fundación del mismo nombre tomó el relevo. La fecha elegida para el evento es el domingo de Ramos, coincidiendo con el acto de inauguración de la feria de artesanía Ciudad de Viana, que lleva más de tres décadas celebrándose.

## Corrales de Erentzun

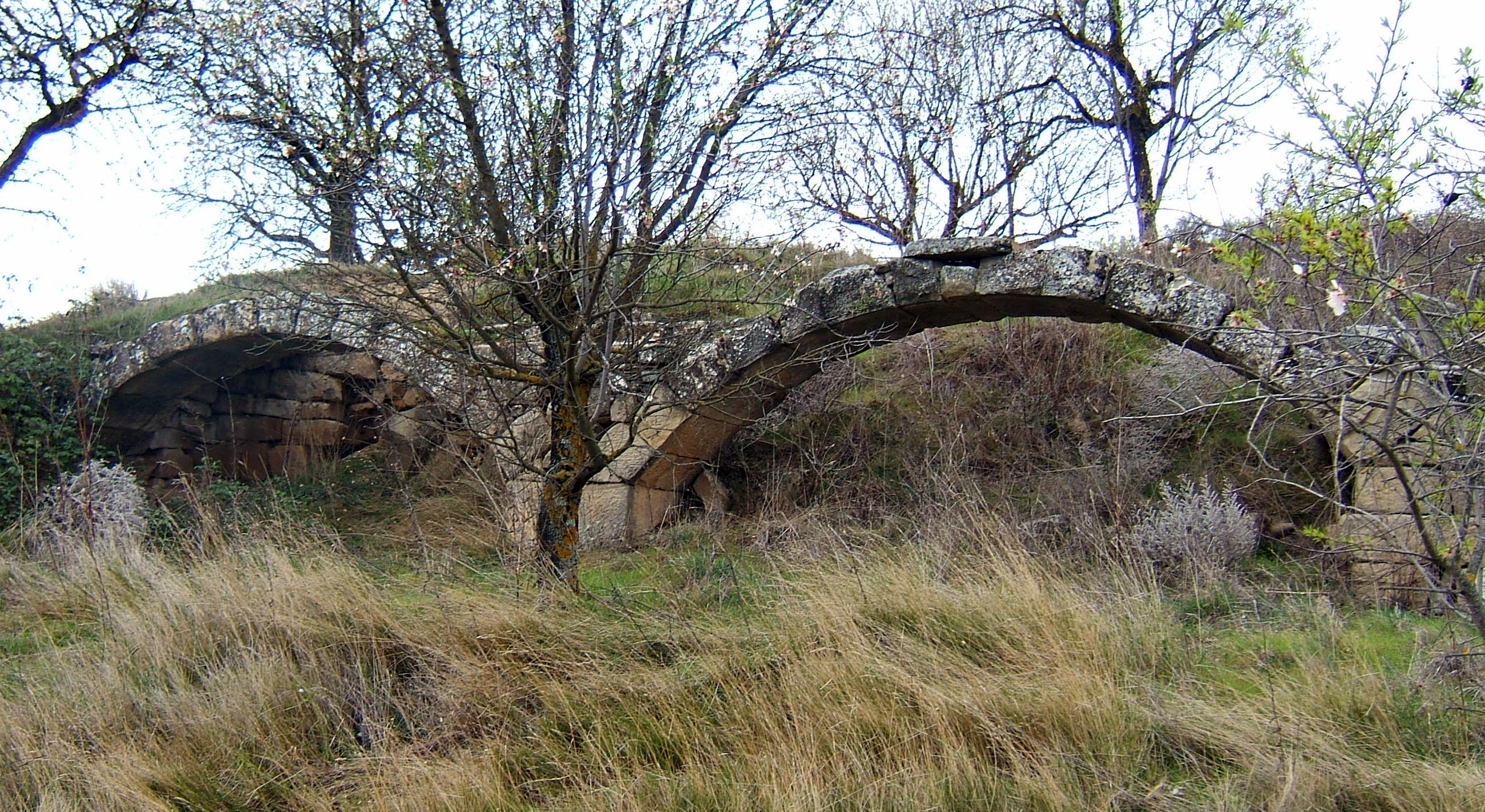
Arcos del corral de Erentzun en Viana

Los corrales de Erentzun son actualmente las ruinas de un almacén agrícola y corral que se encuentra en el paraje de Vallonda, (polígono 8 parcela 512) del término municipal de Viana.
Se construyeron en el siglo XVII (año 1620) por una familia adinerada originaria de Vitoria, que inicialmente se instaló en Bargota y más tarde pasó a Viana. Dice la leyenda que el brujo de Bargota los construyó en una noche. Los ancianos que han trabajado allí cuentan que la particularidad de este corral es que la era de trilla que se encuentra en la parte superior facilitaba la recogida del grano al encontrarse sobre unas arcadas que permitían situarse debajo para llenar las sacas para su transporte. En los años 40 se plantó de almendros y perdió su utilidad, arruinándose paulatinamente.
Xabier de Antoñana, uno de los fundadores de la Ikastola Erentzun, propuso este nombre para el centro educativo por ser uno de los pocos topónimos euskéricos que quedan en los campos de la localidad. Su origen es el apellido del propietario, ya que en algunos planos locales antiguos, así como en distintos apuntes del archivo municipal de Viana aparece nombrado como “Corrales de Arenchu”.

## Personas y entidades premiadas
La primera entrega se realizó en el año 2001, aunque previamente se daba un reconocimiento a los artesanos, colaboradores o invitados que tenían una relación especial con la ikastola.
Los galardonados con este premio son los siguientes:

### Lista de premiados
| Año  | Galardonado                                                    | Cargo o persona receptora y lugar de origen                             |
| ---- | -------------------------------------------------------------- | ----------------------------------------------------------------------- |
| 2025 | Karmele Etxaburu                                               | Encargada del jantoki de Erentzun durante 22 años. De Ondarroa          |
| 2024 | Ikastola Lizarra                                               | Raúl Blanco (presidente) y Joseba Tristán (director) de Estella-Lizarra |
| 2023 | Irene López-Goñi                                               | Directora pedagógica de la federación Navarra de ikastolas de Pamplona  |
| 2022 | Javier Toledano "Pirulita"                                     | Abuelo perpetuo colaborador de la Ikastola, de Viana                    |
| 2019 | Iniciativa popular ErriGora                                    | Mikel Mutilva, en representación de ErriGora                            |
| 2018 | Colectivo juvenil Gazte Berri                                  | Andoni Bonafau, Ismael Mendaza y Jesús Ortigosa, de Viana               |
| 2017 | Comedor Benigno Mendia                                         | Mª José Aierbe y Aitor Irigoien, amigos de Benigno de Urdiain y Olazti  |
| 2016 | Sociedad deportiva recreativa y cultural Ultreya-Berri         | Javier Ciaurri, presidente de la sociedad. De Viana .                   |
| 2015 | María Luz Abalos Goikoetxea                                    | Concejala en los años 80, de Viana                                      |
| 2014 | Federación Navarra de Ikastolas                                | Pello Irujo, presidente de la federación, de Pamplona.                  |
| 2013 | Erramun Osa Ibarloza                                           | Académico de Euskaltzaindia, de Bilbao.                                 |
| 2012 | Nicolás Duque Larrión                                          | Espartero, artesano veterano de Viana.                                  |
| 2011 | Ikastola Assa e Ikastola San Bizente                           | Ikastolas de rioja alavesa, ubicadas en Lapuebla y Oyón.                |
| 2010 | Euskaltegi Ika de rioja alavesa                                | Ester Albisu, profesora pionera. De Oyón                                |
| 2009 | Tomás Quintana                                                 | Benefactor del Nafarroa Oinez’07, de Viana                              |
| 2008 | Karmen Rodríguez                                               | Profesora de Lasalle Berrozpe ikastetxea, de Andoáin                    |
| 2007 | Irune Martínez de Goñi                                         | Profesora pionera, de Arellano                                          |
| 2006 | Natxo Zúñiga - Karmele Pérez, y Manolo Marín - Arantxa Araluze | Matrimonios impulsores de la ikastola, de Viana                         |
| 2005 | Xabier Aracama                                                 | Primer profesor de Trikitixa en Viana. De Cegama                        |
| 2004 | Javier López Toledano                                          | Colaborador de la ikastola, de Viana                                    |
| 2003 | Mertxe Elordi y Claudio Irastorza                              | Primera profesora y matrimonio impulsor de la ikastola, de Markina      |
| 2002 | Juan Ignacio Belasco Baquedano                                 | Benefactor de la ikastola, de Viana                                     |
| 2001 | Félix Cariñanos San Millán                                     | Profesor de literatura, historiador y etnógrafo. De Viana.              |